# Stare Rybie
Stare Rybie est une localité polonaise de la gmina et du powiat de Limanowa en voïvodie de Petite-Pologne.